# Sarah Elizabeth Whitin

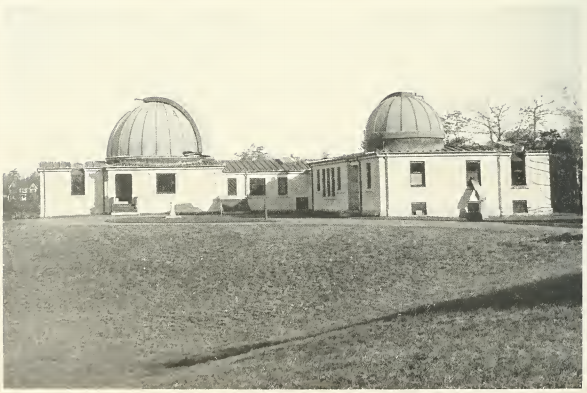
Whitin-Observatorium, 1935

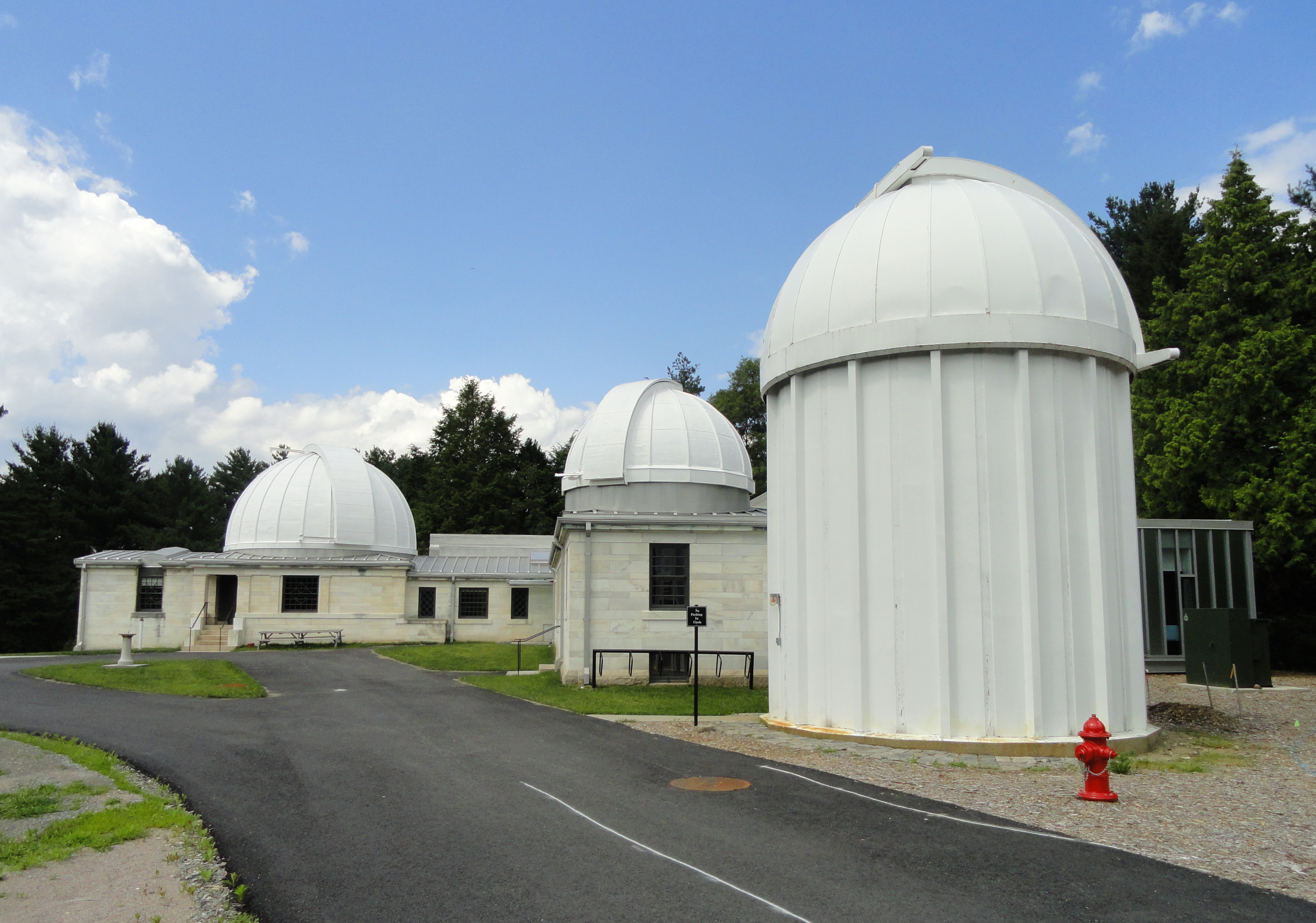
Whitin-Observatorium, 2011

Sarah Elizabeth Whitin (* 18. April 1836 in Hopkinton, Massachusetts; † 26. Dezember 1917) war eine US-amerikanische Stifterin und Amateurastronomin. Sie war die einzige Stifterin des Whitin-Observatoriums am Wellesley College.

## Leben und Werk
Whitin wurde als Sarah Elizabeth Pratt als Tochter eines Arztes geboren und war bereits als Kind an der Beobachtung von Sternbildern interessiert. 1875 wurde sie die zweite Frau des Industriellen John Crane Whitin (1807–1882), des Eigentümers der Baumwollspinnereien der Whitin Machine Works in Whitinsville, Massachusetts. Als ihr Ehemann 1882 starb, erbte sie seine Castle Hill Farm, die sie als Milchfarm betrieb. Die Castle Hill Farm ist im National Register of Historic Places aufgenommen und wurde 2007 als eine der am stärksten gefährdeten historischen Ressourcen des Bundesstaates aufgeführt.

### Whitin-Observatorium
1896 wurde Whitin in das Kuratorium des Wellesley College gewählt und interessierte sich als Treuhänderin insbesondere für das Studium der Astronomie. 1896 traf sie die Physikprofessorin des Wellesley College, Sarah Frances Whiting, bei einer traditionellen College-Zeremonie und unterhielt sich mit ihr über ein zu einem günstigen Preis zu kaufendes 12-Zoll-Brechungsteleskop. Whiting hatte dieses Teleskop benutzt, als sie in Brooklyn, New York, unterrichtet hatte. Das Wellesley College verfügte nur über ein tragbares Teleskop mit einer Größe von 4 Zoll, das für Himmelsbeobachtungen auf ein Vordach der College Hall gestellt werden konnte. Whiting ermutigte Whitin zum Kauf des Teleskopes und zu der Errichtung eines neuen Wellesley-Observatoriums. Der Finanzierungsbedarf für dieses Projekt wurde von Whitin gedeckt. Das Observatorium wurde durch den Umbau eines obersten Wohnbereichs im fünften Stock der Wellesley College Hall errichtet. Die Einrichtung enthielt das 12-Zoll-Brechungsteleskop mit Spektroskop- und Photometeraufsatz und ein Transitinstrument. Das Whitin-Observatorium wurde zu einem Gesamtpreis von 30.000 USD aus weißem Marmor gebaut und 1900 offiziell eröffnet. Kurz nach Fertigstellung des Observatoriums begann Whiting Pläne für eine Erweiterung zu untersuchen. 1905 finanzierte Whitin eine Erweiterung des Observatoriums, die eine kleinere Kuppel und einen 6-Zoll-Clark-Refraktor, eine Transitkuppel, eine Bibliothek und Laborflächen hinzufügen sollte. 1906 wurde die Erweiterung des Observatoriums mit erweiterter Ausrüstung und zusätzlichem Wohnraum für die Mitarbeiter abgeschlossen.

### Weitere philanthropische Aktivitäten
Whitin war Vorstandsmitglied des Wellesley College und großzügige Unterstützerin des Baldwinville Hospital und eines Hospitals in Worcester (Massachusetts).
Whitin blieb bis zu ihrer Krankheit in den letzten zwei Jahren ihres Lebens eine aktive Wellesley-Treuhänderin. Sie ist mit ihrem Ehemann und dessen erster Frau auf dem Pine Grove Cemetery in Whitinsville begraben.